# 11 de Downing Street

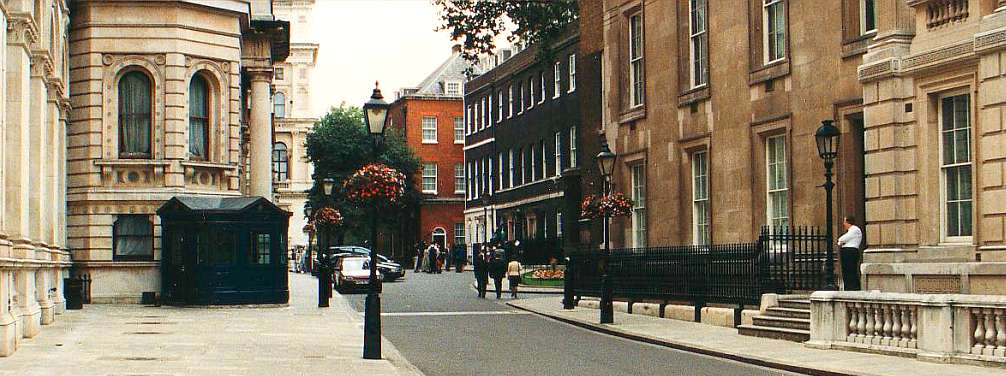
Downing Street vista desde el este. La casa roja es el número 12, las casas oscuras son los números 11 y 10, y el edificio a la derecha es una ala de la Oficina del Gabinete, que tiene su fachada principal a Whitehall.

El número 11 de Downing Street en Londres (conocido comúnmente como el Número 11), es la residencia oficial del Segundo Lord del Tesoro en Gran Bretaña, que en tiempos modernos ha sido siempre el ministro de Hacienda del Reino Unido. Desde el 28 de junio del 2007, ha sido la residencia oficial de Alistair Darling, cuando fue designado «Canciller» por el primer ministro Gordon Brown.
Esta dirección es adyacente a la más famosa 10 de Downing Street, la residencia oficial del Primer Lord del Tesoro, quien desde los primeros años del siglo XIX, ha sido siempre el primer ministro del Reino Unido. Las múltiples restauraciones al paso de los años han alterado los edificios, al punto que pueden parecer estar unidos en un complejo. A la derecha del número 11, el 12 de Downing Street, es la residencia oficial del supervisor en jefe de los parlamentarios del partido gobernante, pero ahora se usa como agencia de prensa del primer ministro. Se puede ir del 11 al 10 de Downing Street sin necesidad de salir al exterior, por medio de una puerta interna.
En 1997 cuando Tony Blair fue primer ministro, prefirió usar esta residencia en lugar de la ubicada en el número 10 (en oposición a lo oficial), debido a que sus grandes áreas sociales eran más convenientes para su familia.
Cuando Gordon Brown fue nombrado primer ministro, también decidió vivir en el número 11, pero poco tiempo después se mudó al número 10. Igualmente, la primera ministra Theresa May y el primer lord del Tesoro Philip Hammond continuaron la práctica de residir en las viviendas típicamente asociadas a sus homólogos.